# Mirko Tedeschi
Mirko Tedeschi (Negrar, 5 de enero de 1989) es un ciclista italiano. Debutó como profesional en las filas del conjunto Farnese Vini-Neri Sottoli.

## Palmarés
2015
- 1 etapa de la Vuelta a Venezuela[1]